# Igor Youskevitch
Igor Youskevitch, (russo: Игорь Юшкевич, ucraino: Ігор Юшкевич), (Pyriatyn, 13 marzo 1912 – New York, 13 giugno 1994), è stato un ballerino e coreografo ucraino con cittadinanza statunitense, famoso come uno dei più grandi ballerini del XX secolo, come maestro dello stile classico, ad esempio, ne Il pomeriggio di un fauno e come partner di ballo di Alicia Alonso.

## Primi anni
Nato nel villaggio di Pyriatyn, Oblast' di Poltava, Ucraina (allora parte dell'Impero russo), Youskevitch era figlio di un giudice. La famiglia fuggì dalla Rivoluzione russa e nel 1920 si stabilì a Belgrado. Youskevitch fu educato a Belgrado e si laureò in ingegneria presso l'Università di Belgrado.
Non iniziò la sua formazione nel balletto fino all'età di vent'anni, anche se prima era attivo in un'organizzazione atletica slava e aveva ricevuto un addestramento iniziale come ginnasta. Nel 1932 la ballerina jugoslava Zenia Grunt lo vide in un torneo e lo persuase a intraprendere la carriera di ballerino. Cominciò a ballare relativamente tardi, tuttavia il suo talento lo condusse ad un rapido avanzamento e nel 1932 fece la sua prima apparizione sul palcoscenico di Parigi.
Studiò prima con Elena Poliakova, insegnante di Belgrado. I suoi insegnanti successivi furono Ol'ga Preobraženskaja, Anatole Vilzak e Aleksandra Fedorova. Studiò danza per altri due anni a Parigi prima di entrare far parte dei Les Ballets de Paris. Nel 1937 entrò al Ballet Russe de Monte Carlo sotto la direzione di Léonide Massine come primo ballerino, andando in tournée con loro alla fine degli anni '30.

## Australia
Youskevitch andò in Australia come ballerino principale con il Ballet Russe de Monte Carlo nel loro tour del 1936-1937. Durante il tour ballò tutti i ruoli principali, ottenendo un particolare successo con Helene Kirsova in Le Carnaval.

## Stati Uniti
Nel 1944, Youskevitch entrò nella US Navy e divenne cittadino americano. Dopo la guerra lottò per tornare in forma per ballare e iniziò una carriera di successo negli Stati Uniti nel 1946 entrando nell'American Ballet Theatre di New York. Alla fine degli anni '40 iniziò a collaborare con Alicia Alonso, con la quale ha avuto la sua più grande fama.
È apparso nei film e in televisione. La sua straordinaria capacità di fondere l'atletica e l'abilità artistica è vividamente catturata nelle sue sequenze acrobatiche per il film d'avanguardia Trittico d'amore, diretto nel 1956 da Gene Kelly. Successivamente ritornò a Le Ballet Russe di Monte Carlo come direttore artistico e ballerino.
Si ritirò dalla danza negli anni '60 e con la moglie, la ballerina Anna Scarpova, diresse una scuola di danza a New York che gestì dal 1962 al 1980. Nel 1971 accettò un impegno per il programma di danza dell'Università del Texas ad Austin e vi rimase fino al 1982.
È stato direttore artistico del New York International Ballet Competition (NYIBC) dal 1983 al 1994. In quella veste ha arricchito il mondo della danza insegnando e ispirando i ballerini del NYIBC di tutto il mondo, trasmettendo i segreti della sua arte, acquisita nel corso di molti anni.
Anche sua figlia, Maria Youskevitch, è stata una ballerina. Era solista con l'American Ballet Theatre e ha ballato con il Maryland Ballet. Attualmente insegna alla Princeton Ballet School dell'American Repertory Ballet.

## Necrologi
- Jack Anderson, Igor Youskevitch, Master of Classical Ballet Style, Dies at 82, in NY Times, 14 giugno 1994. URL consultato il 22 maggio 2018.

## Recensioni
- Giselle performed by The Ballet Russe; Mia Slavenska dances title role at The Metropolitan, in NY Times, 18 novembre 1939. URL consultato il 22 maggio 2018.